# الزاره، حماة
الزاره (به عربی: الزارة) یک روستا در سوریه است که در ناحیه حربنفسه واقع شده‌است. الزاره ۹۲۹ نفر جمعیت دارد.